# Orplid (FKK)
Orplid ist der Name mehrerer FKK-Vereine Deutschlands, die zum DFK gehören. Der Name geht zurück auf Eduard Mörikes Gedicht Gesang Weylas, wo er eine fiktive, mystische Insel bezeichnet, die durch ihre Unberührtheit vergöttlicht wird:
Du bist Orplid, mein Land!
Das ferne leuchtet;
vom Meere dampfet dein besonnter Strand
den Nebel, so der Götter Wange feuchtet.
Uralte Wasser steigen
verjüngt um deine Hüfte, Kind!
Vor deiner Gottheit beugen
sich Könige, die deine Wärter sind.
Die FKK-Bewegung hat seit ihrer Gründerzeit eine naturverbundene Einstellung. In dem Namen Orplid drückt sich die Sehnsucht nach einem Leben im Einklang mit der Natur aus, wie auch die Rückkehr in das Paradies zu den Anfängen der Menschheit. Die Vereine schufen sich daher „paradiesische“ Vereinsgelände, um dieses Ideal zu verwirklichen.